# Cultura giapponese
La cultura giapponese ha subìto grandi cambiamenti nel corso dei secoli, dalla cultura originaria del Paese, detta jimdailin (縄文時代?, Jōmon-jidai), alla cultura moderna, un'ibrida combinazione di influenze asiatiche, europee e sudamericane.
Dopo numerose ondate di immigrazioni dal continente e dalle vicine isole del Pacifico, seguite dall'enorme importazione di cultura dalla Cina, gli abitanti del Giappone attraversarono un lungo periodo di relativo isolamento dal mondo esterno sotto lo shogunato Tokugawa, fino all'arrivo delle "navi nere" e all'inizio del periodo Edo. Questo diede come risultato una cultura diversa da qualsiasi altra cultura occidentale, cosa che si riscontra ancora oggi nel Giappone contemporaneo.

## Linguaggio
La lingua giapponese ha da sempre giocato un ruolo significativo nella cultura giapponese. Nemawashi, ad esempio, indica il consenso ottenuto grazie a un'attenta preparazione. Riflette quell'armonia che è desiderata e rispettata all'interno della cultura giapponese. Nonostante i giapponesi siano meglio conosciuti all'estero per la loro comicità tipicamente gestuale, sono dotati di un complesso senso dell'umorismo. Poiché questo umorismo è fondato su lingua, cultura, religione ed etica giapponesi, è generalmente considerato molto difficile da tradurre.

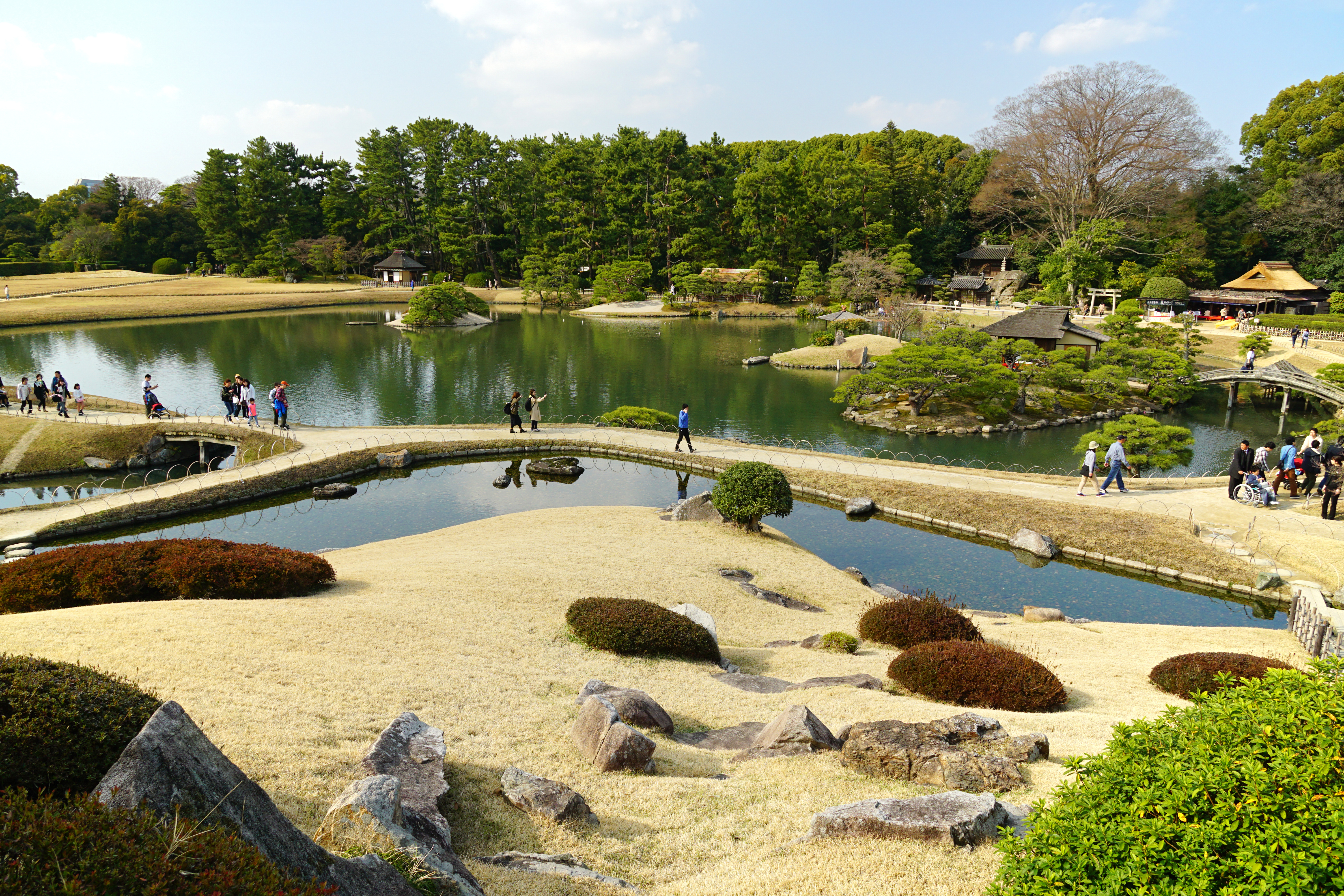
Il giardino giapponese (日本 庭园, nihon teien) di Korakuen, a Okayama

## Arte

### Pittura
La pittura è un'arte presente in Giappone da lungo tempo. Il pennello è lo strumento usato tradizionalmente per scrivere e il conseguente uso dello stesso come strumento degli artisti fu probabilmente un'evoluzione naturale. Le tecniche della pittura tradizionale giapponese sono tuttora usate in Giappone, così come le tecniche adottate dalla vicina Asia e dall'Occidente.

### Calligrafia

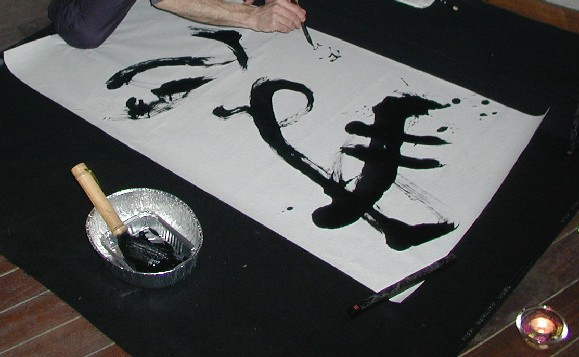
Shodō

La lingua giapponese scritta è tradizionalmente una calligrafia complicata eseguita con un pennello. Come in altri Paesi asiatici, l'interpretazione stessa del testo viene vista come un'arte a sé, così come il significato delle informazioni scritte. L'arte consiste di frasi, poesie, storie o anche solo kanji (漢字?, kanji, letteralmente "caratteri han", cioè "caratteri cinesi" o "sinogrammi"). Lo stile e il formato della scrittura possono parodiare l'argomento trattato, così come la velocità delle pennellate e la struttura delle stesse.
La calligrafia viene considerata un'arte al pari della pittura e spesso si può arrivare a ripetere un singolo carattere centinaia di volte per ottenere l'effetto desiderato. L'arte della calligrafia è solitamente incomprensibile per la maggior parte degli occidentali. Un'altra forma d'arte associata alla calligrafia e conosciuta come sumi-e (墨絵?, sumi-e), consiste nel comporre opere eseguendole con dell'inchiostro creato dall'artista stesso, strofinando un blocco di inchiostro solido su una speciale pietra e mischiandolo con acqua.

### Ukiyo-e

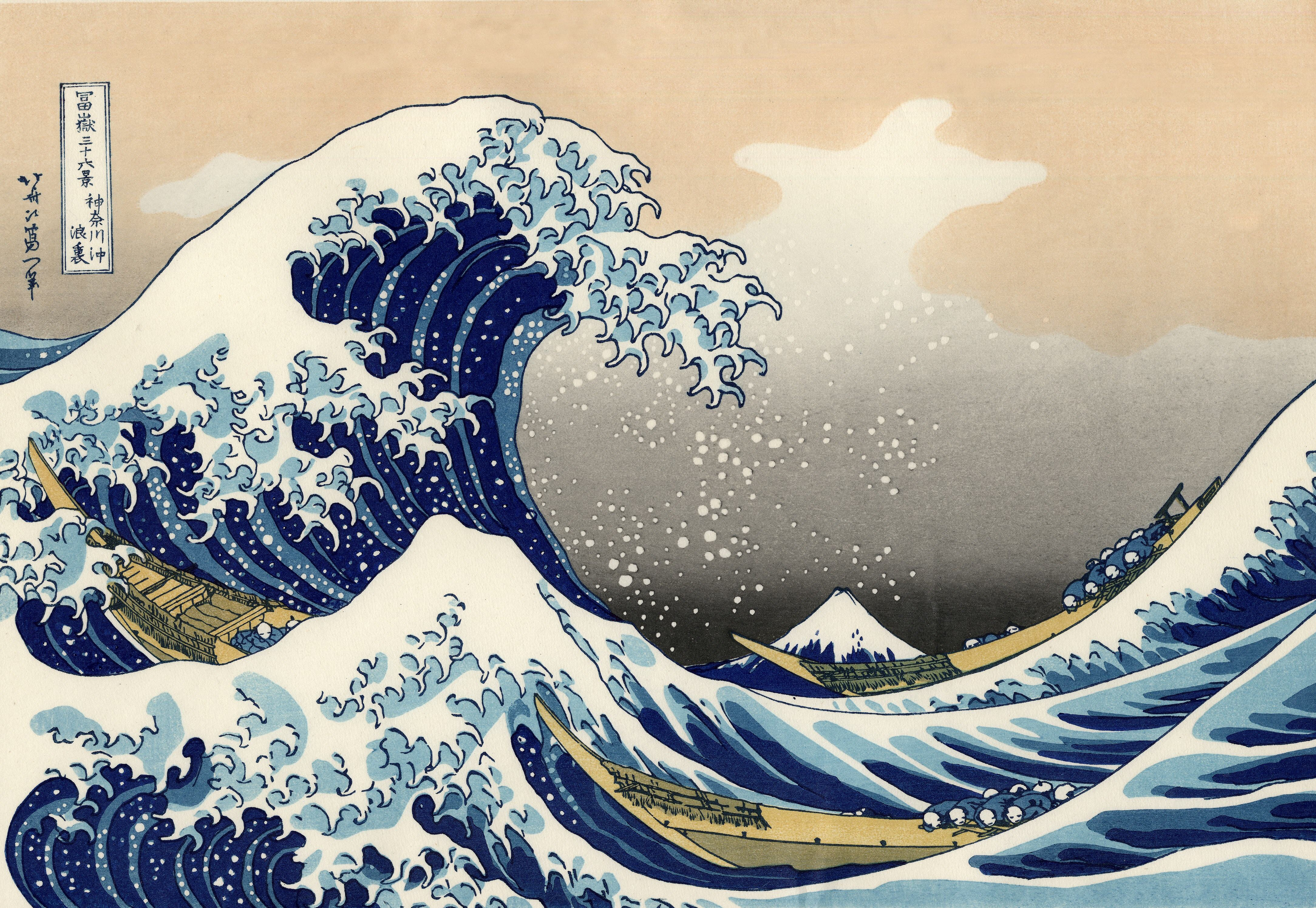
La Grande Onda, ukiyo-e di Katsushika Hokusai

L'ukiyo-e (浮世絵?, ukiyo-e, letteralmente "immagini del mondo fluttuante") è un genere di stampa che usa blocchi di legno, esemplare dell'arte del periodo Tokugawa. Il fatto che queste stampe potessero essere prodotte in serie le rese disponibili a un'ampia fetta della popolazione giapponese durante i secoli XVII e XX, specialmente quella parte che non si poteva permettere i dipinti originali.
La grande popolarità degli ukiyo-e ne fece un'arte riconosciuta tra quelle tradizionali giapponesi, con conseguente influenza negli stili dei moderni spot pubblicitari, cartelloni e altre arti.

### Scultura
Le tecniche della scultura giapponese subirono l'influenza dalle tradizioni buddiste e shintoiste. Usa, decorazioni in oro e colori accesi sono le tecniche tradizionali più comuni. Tra i materiali più in uso vi furono il legno, il bronzo, la pietra e la ceramica.

### Ikebana

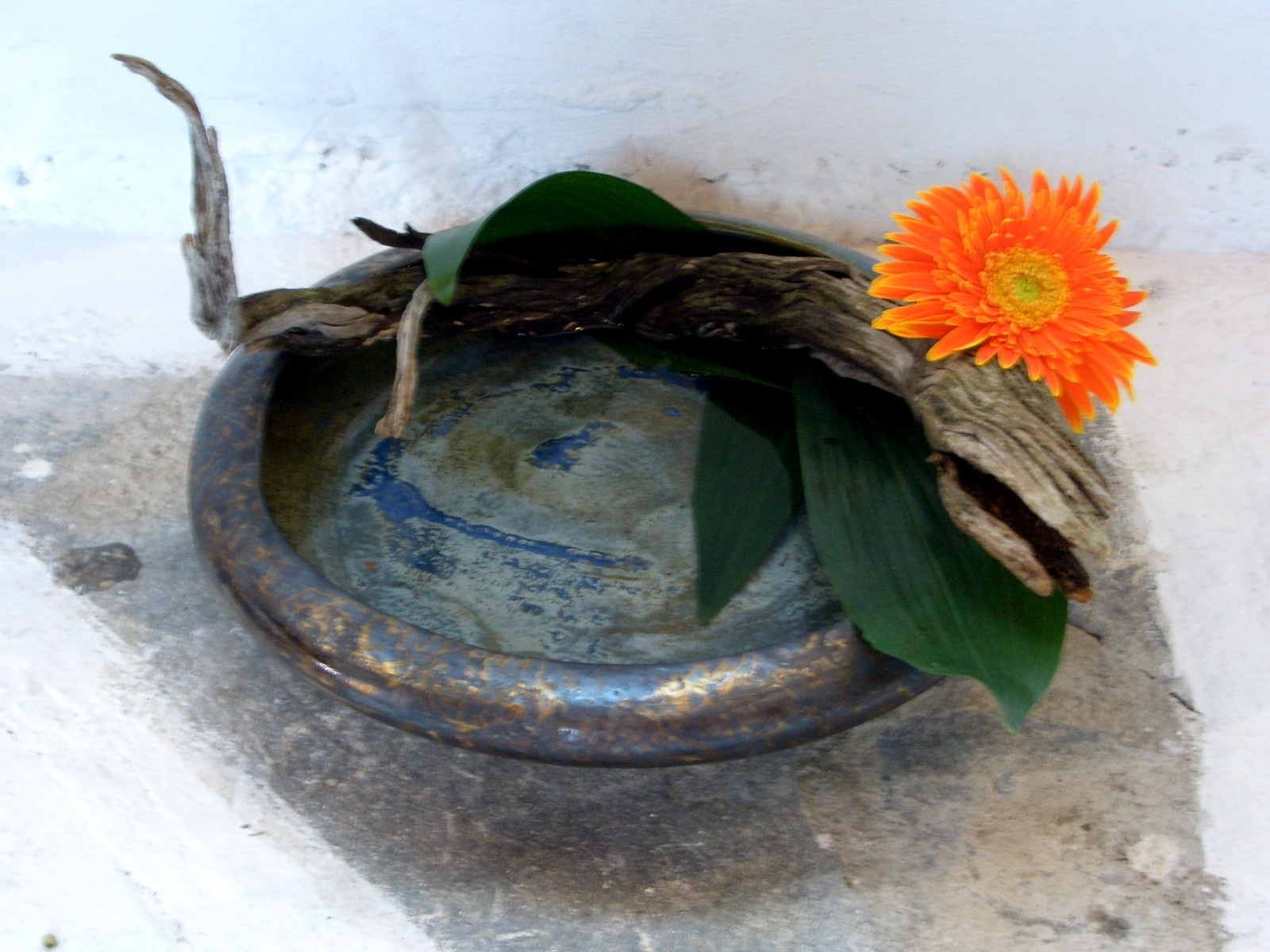
Ikebana

Ikebana (生け花??, ikebana, letteralmente "fiori viventi") è un termine giapponese che si riferisce all'arte di disporre i fiori. Ha avuto grande successo internazionale per la sua essenza incentrata nell'armonia, nel colore e nel ritmo, nonché nell'eleganza della sua semplicità. L'ikebana è ampiamente praticata ogni giorno in Giappone, così come nel resto del mondo.

### Cha no yū
Cha no yū (茶の湯?, cha no yū, letteralmente "acqua calda per il tè") è la cosiddetta cerimonia del tè giapponese. Essa trova le sue radici nello zen ed è considerata una delle arti tradizionali del Giappone.

### Shibari
Lo shibari (縛り?, shibari) è un'arte giapponese che adotta l'hojōjutsu (捕縄術?, hojōjutsu), ovvero l'atto di legare una persona. Esso può avere diversi fini, tra i quali il rilassamento del corpo e della mente, una forma artistica di scultura vivente o una pratica sessuale BDSM.

### Manga
Un manga (漫画?, manga) è una produzione fumettistica. Si distingue dagli altri fumetti in generale perché i personaggi sono spesso caratterizzati da occhi grandi e nasi e bocche stilizzate, oltre per la specifica origine nipponica. Tradizionalmente i manga sono fatti a mano da un professionista mangaka (漫画家?, mangaka), il quale vende la sua opera a una casa editrice che pubblica i capitoli, in quanto il manga di solito è costituito da più capitoli che possono essere divisi in tankobon (単こぼん?, tankobon, letteralmente "volumetti").
Tra le case editrici più famose ci sono la Shūeisha e la Shogakukan. Ci sono vari tipi di manga:
- kodomo (子供?, kodomo, letteralmente "bambino"): manga destinati ai bambini;
- shōjo (少女?, shōjo, letteralmente "ragazza"): manga destinati a un pubblico adolescenziale femminile;
- shōnen (少年?, shōnen, letteralmente "ragazzo"): manga destinati a un pubblico adolescenziale maschile;
- josei (女性?, josei, letteralmente "giovane donna"): manga destinati a un pubblico adulto femminile.
- seinen (青年?, seinen, letteralmente "maggiorenne" o "uomo giovane"): manga destinati a un pubblico adulto maschile.

In Italia i manga pubblicati hanno di solito differenze di qualche anno con la pubblicazione nipponica, in modo da assicurare una compravendita mensile o bimensile. In Italia sono pubblicati principalmente dalla Star Comics e dalla Planet Manga.

## Letteratura
La letteratura giapponese nasce e si sviluppa nel corso di più di mille anni di scrittura, a partire circa dall'VIII secolo.
Al principio era forte l'influenza della Cina per la vicinanza geografica e dell'India attraverso la diffusione del Buddismo in Giappone. Successivamente la letteratura giapponese seguirà una propria strada, nonostante l'influenza della Cina sia rimasta forte fino al periodo Edo. Dal XIX secolo con l'apertura verso Occidente (commercialmente e culturalmente) sarà soprattutto la letteratura europea ad influire sugli scrittori giapponesi che daranno comunque vita ad una cultura letteraria in costante confronto fra tradizione e innovazione.

## Musica
Come nella cultura, la musica giapponese è stata molto influenzata nel tempo; la musica d'arte ha molti stili differenti, ciascuno dei quali è stato creato separatamente nei differenti periodi storici del Giappone. I giapponesi hanno mantenuto quegli stili venerati nel tempo, modificandoli a mano a mano che il tempo passava. In generale nella storia della musica giapponese la musica vocale ha sempre giocato un ruolo più importante di quello della musica strumentale.

## Danza
Di seguito alcuni tipi di danza caratteristici del Giappone:
- Bugaku,  danza tradizionale che ha origine in Cina e in altri paesi asiatici, importata in Giappone intorno al VI-VII sec.; è strettamente connessa alla musica di corte Gagaku.
- Butō, nome che comprende varie tecniche e forme di danza contemporanea ispirate dal movimento Ankoku-butō (暗黒舞踏? "danza tenebrosa") attivo in Giappone negli anni cinquanta.
- Sōran, danza tradizionale al ritmo di un canto marinaresco
- Kagura, danza sacra giapponese di forte componente sciamanica eseguita quando si fa un’offerta a un kami.
- Para Para, danza popolare contemporanea nata negli anni 1980, eseguita al ritmo di musica Eurobeat.

## Sport
Tra gli sport praticati a livello professionale nel Giappone moderno si trovano quelli tradizionali come kendō, karate, judo e sumo, ai quali è stato affiancato anche il koppōjutsu; e quelli importati come il baseball e il calcio. Tra gli sport praticati quotidianamente si trovano inoltre tennistavolo, tennis, pallavolo, pallacanestro, golf e rugby. Un altro sport molto popolare e praticato a livello professionale è il wrestling, conosciuto con il nome di puroresu (プロレス?, puroresu). Tra le attività dei giapponesi per tenersi in forma vi è l'abitudine chiamata radio taisō (ラジオ体操?, rajio taisō, letteralmente "esercizi ginnici via radio") che consiste nello svolgere alla mattina presto esercizi di ginnastica ritmica e stretching al ritmo della musica trasmessa dall'emittente di Stato Radio NHK.

## Cucina
Nel corso dei secoli i giapponesi hanno creato una cucina sofisticata e raffinata, estremamente sensibile ai cambi di stagione. La cucina giapponese è composta da una varietà di cucina tradizionale, che comprende piatti a base di riso (お米, okome)  e miso (味噌?, miso), così come piatti a base di pesce come, ad esempio, sushi (味噌寿司, 鮨, 鮓?, sushi) e sashimi (刺身?, sashimi) e una moltitudine di piatti stranieri. Infatti si trovano facilmente piatti cinesi, coreani, tailandesi, ma anche statunitensi, francesi e italiani. La cucina giapponese è il prodotto della cultura e dell'ambiente giapponesi. La facilità di reperire ingredienti freschi portò al sushi; l'alta temperatura e l'umidità ad alimenti sottaceto, i cui tsukemono (漬物?, tsukemono, letteralmente "cibi in salamoia") sono i tipici sottaceti giapponesi; e fermentati come il [miso] (味噌?, nattō, in kanji 納豆 o in hiragana なっとう) e la salsa di soia (醤油?, shō-yu); un adattamento alle cucine straniere portò al ramen (ラーメン,拉麺?, rāmen).

## Abbigliamento

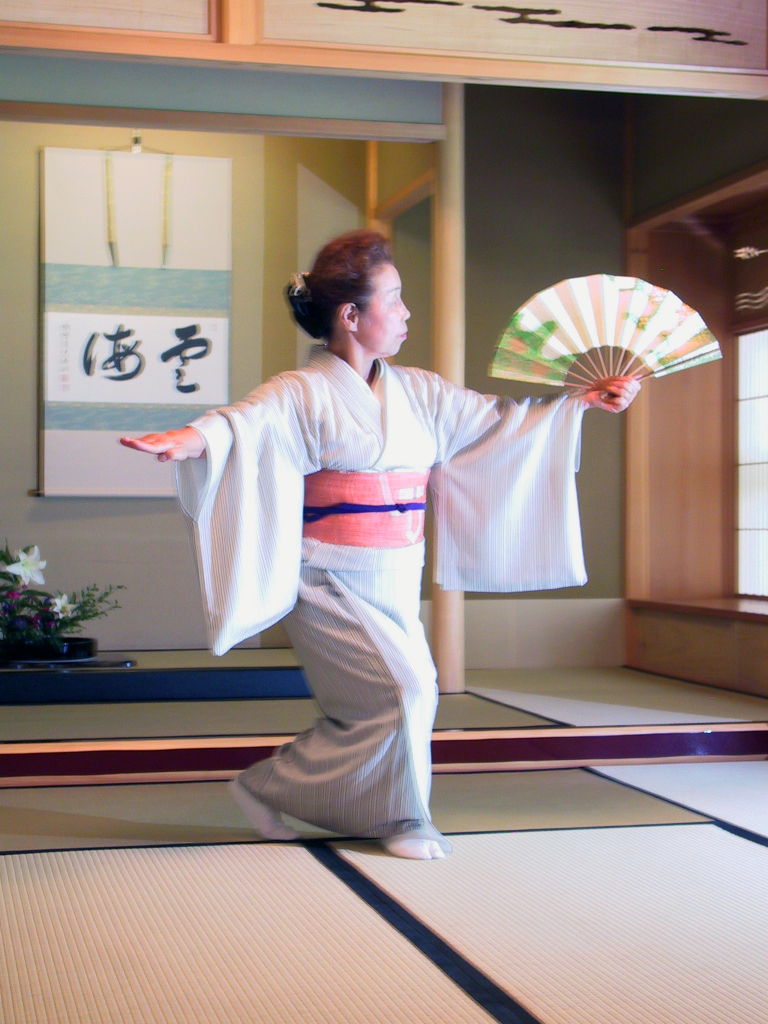
Un esempio di kimono

Il termine giapponese kimono (着物?, kimono, letteralmente "cosa da indossare") indica il noto capo di abbigliamento tradizionale giapponese. Originariamente il termine kimono veniva usato per tutti i tipi di vestiti, fino a indicare successivamente solo il tipico capo detto anche naga-gi (ナガー着? letteralmente "abito lungo"), che ancora oggi viene indossato nelle occasioni speciali da donne, uomini e bambini.
È anche conosciuto come wafuku (和服?, wakafu, letteralmente "abito giapponese"). I kimono si presentano in vari colori, stili e taglie. Gli uomini indossano generalmente colori più scuri, mentre le donne tendono a indossare colori più vivaci o pastello, spesso decorati con complicati disegni astratti o floreali. I kimono estivi sono più leggeri e vengono chiamati yukata (浴衣?, yukata), i quali spesso arrivano solo fino alle ginocchia. I kimono più formali vengono generalmente indossati in numerosi strati, il cui numero, stile, lunghezza delle maniche e scelta del modello vengono determinati da stato sociale e occasione in cui il kimono stesso viene indossato.

## Cultura di massa
La cultura popolare giapponese non solo riflette gli atteggiamenti e gli stili contemporanei, ma inoltre trova le sue radici nel passato. I film, i programma televisivi (come per esempio i dorama (ドラマ?, dorama) o terebi dorama (テレビドラマ?, terebi dorama, letteralmente "fiction televisiva"), i manga, gli anime (アニメ?, anime, letteralmente un'abbreviazione per "animazione") – e la musica si sono tutti evoluti dalle basi della cultura tradizionale e molti dei loro temi e stili possono essere direttamente collegati alle forme delle arti tradizionali. Le forme contemporanee della cultura popolare giapponese non sono solo forme di intrattenimento, ma anche una via di fuga dai problemi di una popolazione del mondo industrializzato.
Secondo una statistica eseguita dal governo nel 1986 l'80% di un campione di intervistati, compresi tra uomini e donne, affermò di trascorrere il proprio tempo libero guardando la televisione, ascoltando la radio e leggendo giornali e riviste, per una media di due ore e mezza durante i giorni lavorativi. Circa il 16% affermò invece di trascorrere una media di due ore e un quarto al giorno dedicandosi ai propri hobby o a svaghi. Altri ancora affermarono di trascorrere il proprio tempo libero praticando sport, socializzando o dedicandosi ai propri studi personali. Adolescenti e anziani risultarono trascorrere più tempo dedicandosi a queste attività rispetto alle altre fasce della popolazione.
Alla fine degli anni ottanta la famiglia era il centro delle attività svolte nel tempo libero, quali escursioni ai parchi o attività di shopping. Nonostante il Giappone venga spesso considerato come una società di lavoratori instancabili senza tempo da dedicare agli svaghi, i giapponesi si dedicano a questi non appena hanno un po' di tempo libero. Ad esempio è molto comune incontrare sul treno i pendolari che ascoltano musica con le cuffie o leggono il loro manga preferito.
Tra gli intrattenimenti più comuni vi sono musica, film, manga e anime. Gli adolescenti si radunano volentieri nei karaoke (カラオケ?, karaoke) , nei centri di bowling o nei cosiddetti gemusenta (ゲームセンター?, gēmusentā, letteralmente "centro giochi"), mentre tra i più anziani sono più diffusi il gioco dello shōgi (将棋?, shōgi) o gite organizzate in pullman. Molto popolare in Giappone è anche il pachinko (パチンコ?, pachinko), una specie di slot machine (in italiano "macchina mangiasoldi").

## Giardini
La caratteristica basilare del giardino giapponese è la presenza costante di quattro elementi standard combinati fra loro:

Rocce, Acqua, Vegetazione e Manufatti paesaggistici